# Ricigliano
Ricigliano är en ort och kommun i provinsen Salerno i regionen Kampanien i Italien. Kommunen hade 1 116 invånare (2017).